# Controtelaio

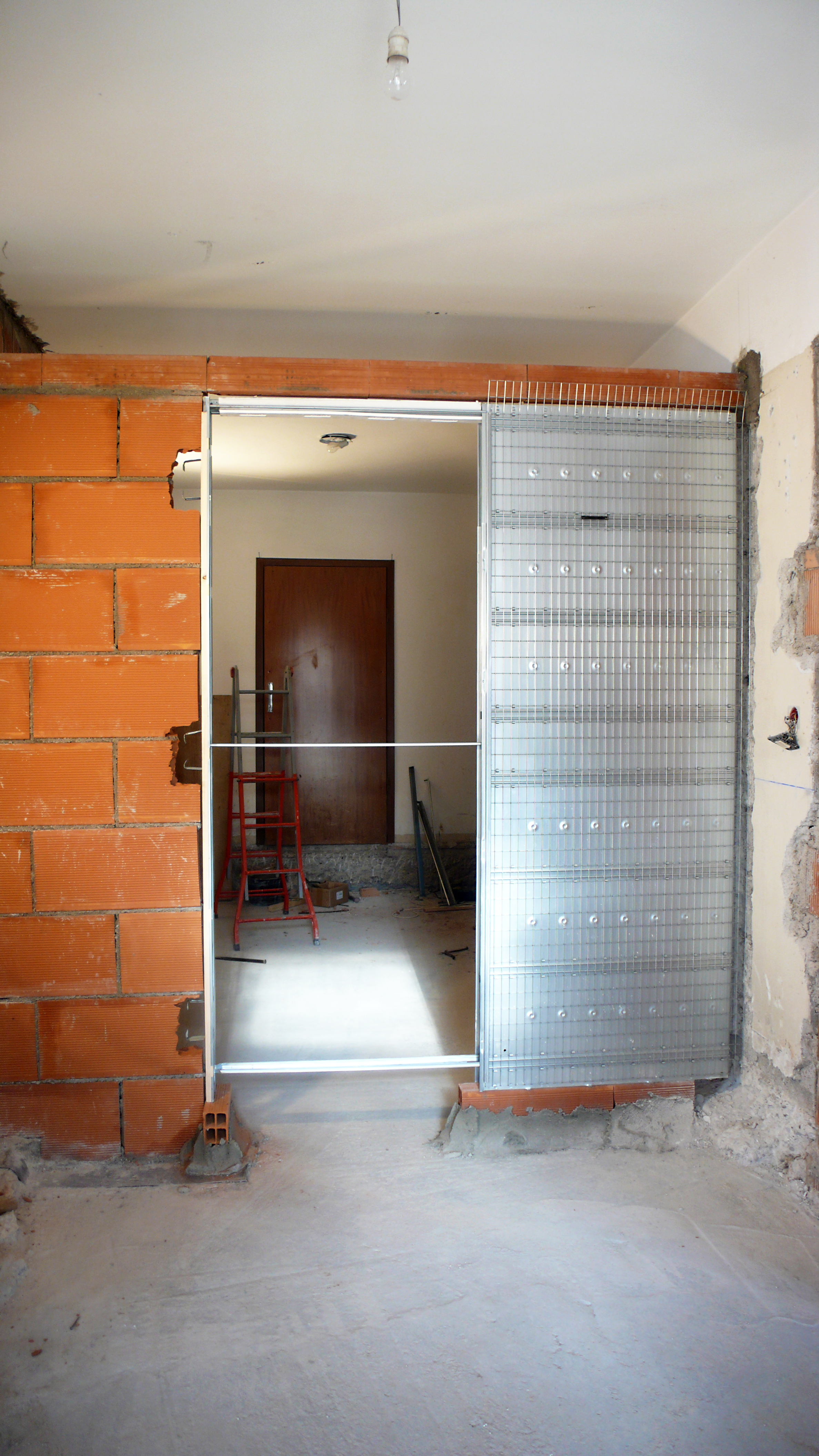
Controtelaio per pareti intonaco ad anta singola. La fase successiva prevede la copertura della superficie con la malta.

Un controtelaio (detto anche cassamatta, cassonetto, cassero oppure impropriamente scrigno a seconda delle zone geografiche) è un'intelaiatura, generalmente in legno o metallo, che consente il montaggio di un qualsiasi infisso (porta o finestra). Con il termine controtelaio si fa riferimento nella maggior parte dei casi allo specifico controtelaio per porte scorrevoli a scomparsa in lamiera.

## Descrizione
La struttura si compone di una cassa metallica, da un sistema di scorrimento a binario posto sulla traversa superiore su cui viene fissato il pannello porta e da un montante di battuta. Un controtelaio viene installato prima della posa del pavimento a meno che non si tratti di una posa in opera all'interno di un intervento di ristrutturazione. 
Dopo la posa, la struttura metallica viene integrata nella muratura di materiali inerti costituendo una porzione di parete nel caso di pareti intonacate, oppure fissata alle orditure nel caso di pareti in cartongesso. 

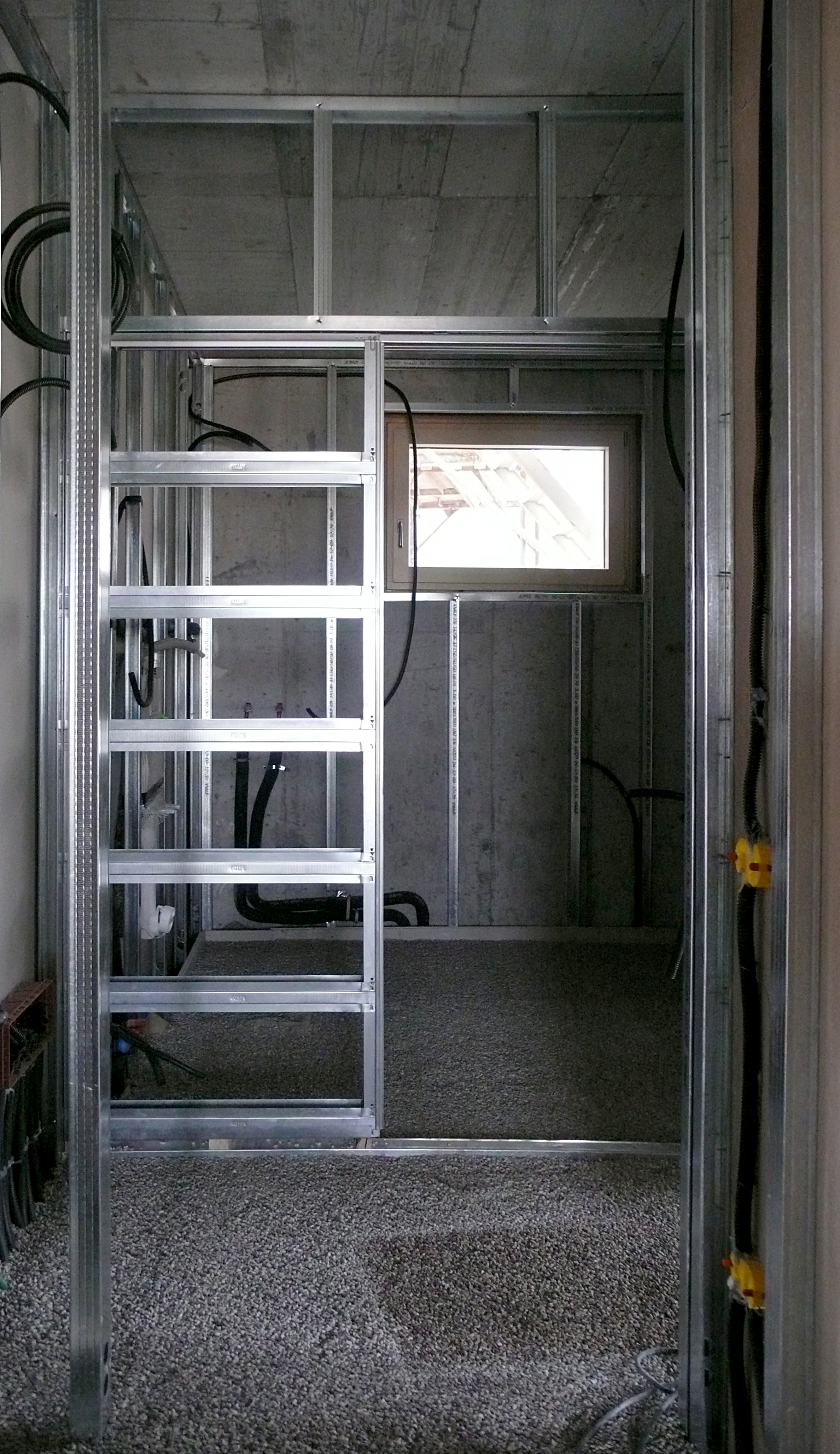
Controtelaio per pareti in cartongesso ad anta singola. Successivamente si avvitano le lastre di cartongesso.

## Tipologie
Esistono in commercio controtelai per pareti in intonaco (muratura) o cartongesso, per una o due ante scorrevoli a scomparsa, per porte interne o serramenti esterni. La porte che si possono collocare all'interno di un controtelaio possono essere in legno oppure vetro. Per quest'ultime sono necessarie apposite staffe o pinze. A seconda del modello, i controtelai permettono l'installazione di porte con stipiti (ovvero cornici esterne sporgenti rispetto alla parete), porte senza stipiti (ovvero senza finiture esterne, dette anche porte filo muro) oppure con stipiti complanari alla parete.

## Misure di riferimento
- luce foro: misura della luce di passaggio, ovvero del foro porta (altezza e larghezza) al netto di cornici esterne (stipiti e coprifili) del pannello porta. Le dimensioni di un foro porta standard in Italia sono 70 oppure 80 cm in larghezza e 210 cm in altezza.
- massimo ingombro: spazio totale occupato dal controtelaio (cassone + luce foro).